# Solo gli amanti sopravvivono
Solo gli amanti sopravvivono (Only Lovers Left Alive) è un film del 2013 scritto e diretto da Jim Jarmusch.
La pellicola, con protagonisti Tom Hiddleston, Tilda Swinton e Mia Wasikowska, è stata presentata in concorso alla 66ª edizione del Festival di Cannes.

## Trama
Adam ed Eve sono amanti e vampiri. Adam vive a Detroit in un quartiere degradato e abbandonato in una vecchia casa dal giardino trascurato. Eve vive a Tangeri, dove c'è anche un altro vampiro suo amico, Christopher Marlowe, con il quale si incontra periodicamente. I due vampiri hanno vissuto secoli di storia, conoscendo vari personaggi illustri in ogni campo dello scibile umano.
Adam dedica ogni sua notte al componimento di pezzi musicali per funerali nel suo appartamento, tentando di rimanere lontano da occhi indiscreti e al riparo dai suoi fan curiosi, Eve invece dedica il suo tempo alla lettura di una vasta quantità di libri scritti nelle lingue più disparate. Adam si procura il nutrimento corrompendo dottori e ricercatori, facendosi consegnare sacche di sangue pulito dietro il pagamento di somme di denaro. Eve invece riceve il sangue da Marlowe. Questa scelta è dovuta al fatto che hanno un rispetto profondo per la vita umana.
Eve decide di ricongiungersi con Adam a Detroit, prendendo svariati voli notturni che prenota con un nome falso. Adam manifesta un carattere inquieto, arrivando al punto di commissionare a Ian, un umano che gli procura vecchi strumenti rari, la fabbricazione di un proiettile di legno che giustifica come parte di un progetto musicale. In realtà ha deciso di suicidarsi sparandosi al cuore per farla finita con la vita terrena, ma viene dissuaso da Eve dopo che lei trova il revolver caricato con il proiettile.
Adam ed Eve, tornati all'appartamento dopo un giro in auto, trovano ad aspettarli Ava, sorella minore di Eve. Adam non apprezza particolarmente Ava, colpevole di avergli causato un non specificato dispiacere 87 anni prima a Parigi. Accetterà di ospitare Ava solamente perché Eve lo tranquillizza, sebbene lei stessa non sembri particolarmente contenta di avere sua sorella vicino. Ava mostra un carattere viziato e infantile, e a differenza dei due ospiti sembra essere interessata solo a divertirsi e seminare caos. Si ingozza avidamente di sangue consumando velocemente le scorte di Adam e continua ad ascoltare la sua musica senza chiedere il permesso.
Una notte Ava, con l'aiuto di Eve, convince il riluttante Adam ad andare in un night club dove incontreranno Ian. Dagli altoparlanti del night club comincia a suonare un pezzo che Adam aveva composto pochi giorni prima, probabilmente trafugato e consegnato al club da Ava, la quale comincia a ballare in maniera provocante con Ian. Per Adam è la goccia che fa traboccare il vaso ed esige di tornare subito all'appartamento. Una volta arrivati, Eve tenta di far andare via Ian, il ragazzo però si è infatuato di Ava che continua a provocarlo. Durante la notte Eve si sveglia e va a controllare Ava, ma trova tutti i dischi di Adam fatti a pezzi e le sue chitarre distrutte. Inoltre, Ian si trova sul divano privo di vita con due grossi fori sul collo, accanto ad Ava addormentata. Cacciata via Ava, i due amanti si disfano del cadavere di Ian sciogliendolo nell'acido in un cantiere abbandonato e decidono di trasferirsi a Tangeri.
Al loro arrivo l'amico Marlowe, colui che procura sangue pulito a Eve, è introvabile. Cominciano a deperire velocemente per via della mancanza di sangue, tanto da essere costretti a cercarlo nel luogo dove normalmente si incontravano. Lo trovano ammalato, in fin di vita. La loro sopravvivenza è a rischio. Pochi istanti dopo Marlowe muore e i due si ritrovano nuovamente in strada. Dopo aver vagato per ore, sempre più deboli, scorgono una giovane coppia di innamorati che si bacia e decidono di nutrirsi direttamente dai loro corpi, come usavano fare nei secoli passati. Eve però chiede ad Adam di non ucciderli, bensì di trasformarli in vampiri come loro.

## Produzione
Le riprese del film sono iniziate l'8 luglio e sono terminate l'11 settembre 2012 e sono state effettuate tra Germania, Marocco e Stati Uniti d'America, tra le città di Amburgo, Detroit, Colonia e Tangeri.
L'attore Michael Fassbender è stato in trattative per il ruolo di Adam, ma poi non ha preso parte al progetto.

## Promozione

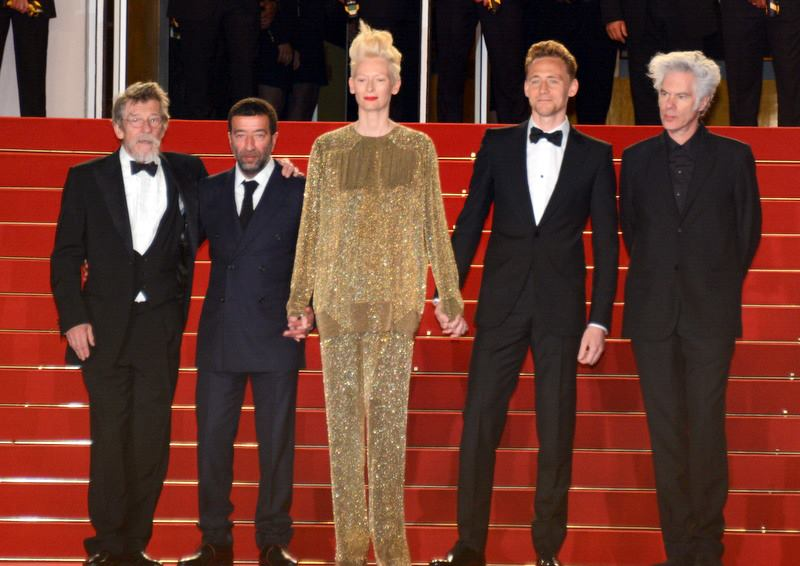
Il cast del film al Festival di Cannes 2013. Da sinistra a destra John Hurt, Slimane Dazi, Tilda Swinton, Tom Hiddleston e Jim Jarmusch.

Il 15 maggio 2013 vengono diffuse le prime due clip del film per pubblicizzare la partecipazione alla 66ª edizione del Festival di Cannes, dove è stato in concorso per la Palma d'oro.

## Distribuzione
Il film è stato distribuito nelle sale cinematografiche statunitensi a partire dall'11 aprile 2014 e nelle sale italiane dal 15 maggio dello stesso anno.

### Divieti
La pellicola è stata vietata ai minori di 17 anni negli Stati Uniti per la presenza di "linguaggio scurrile e nudità".

## Riconoscimenti
- 2013 - Festival di Cannes
  - Cannes Soundtrack Award a Jozef van Wissem
  - Candidato per la Palma d'oro
- 2015 - Independent Spirit Awards
  - Candidato per la miglior sceneggiatura a Jim Jarmusch
  - Candidato per la miglior attrice a Tilda Swinton
- 2015 - Saturn Award[7]
  - Candidato per il miglior film horror

Nel luglio 2019 il sito Indiewire.com, specializzato in cinema e critica cinematografica, posiziona il film al trentacinquesimo posto dei migliori cento film del decennio 2010-2019.